# اکتبر (شهرستان علم‌الدین)
اکتبر (به لاتین: Oktyabr) یک منطقهٔ مسکونی در قرقیزستان است که در شهرستان علم‌الدین واقع شده‌است. اکتبر ۷٬۶۲۱ نفر جمعیت دارد.